# Assault & Battery (Rose Tattoo)
Assault & Battery è il secondo album in studio dei Rose Tattoo, pubblicato nel settembre 1981 per l'etichetta discografica Albert Productions.

## Tracce
1. Out of This Place (Anderson, Cocks) - 4:23
2. All the Lessons (Anderson, Cocks) - 3:08
3. Let It Go (Anderson, Cocks) - 3:50
4. Assault and Battery (Cocks, Troat) - 3:33
5. Magnum Maid (Anderson, Wells) - 3:11
6. Rock 'N' Roll Is King (Anderson, Cocks) - 3:26
7. Manzil Madness (Anderson, Wells) - 2:15
8. Chinese Dunkirk (Anderson, Cocks, Leach, Royall, Wells) - 5:58
9. Sidewalk Sally (Anderson, Cocks) - 3:06
10. Suicide City (Anderson, Cocks) - 4:11

## Formazione
- Angry Anderson - voce
- Peter Wells - chitarra
- Mick Cocks - chitarra
- Geordie Leach - basso
- Dallas "Digger" Royall - batteria